# Ōmura Sumitada
Ōmura Sumitada (大村純忠?   1533 - 23 de junio de 1587) fue un daimio japonés del período Sengoku de la historia de Japón. Es famoso por haber sido el primer daimio convertido al catolicismo después del arribo de misioneros jesuitas a mediados del siglo XVI. Después de recibir el bautismo fue conocido como «Don Bartolomeo». Sumitada es también famoso por haber sido uno de los primeros en abrir puerto al comercio extranjero.

## Primeros años

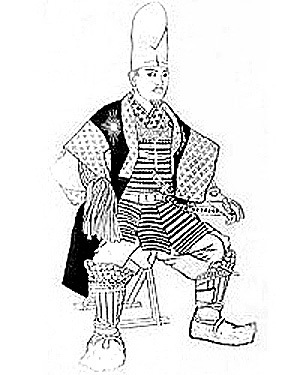
Ōmura Sumitada

Sumitada nació en 1533, hijo de Arima Haruzumi, señor de Shimabara. Su nombre durante la infancia fue Shodomaru (勝童丸?). A la edad de cinco años, fue adoptado por su tío Ōmura Sumitada, donde posteriormente asumió el liderazgo del clan.

## Carrera
Tras su sucesión, se enfrentó inmediatamente a una multitud de presiones, la mayor de las cuales fue el ataque de Ryūzōji Takanobu de Hizen-Saga. Sumitada encontró la respuesta a sus problemas en la forma del cristianismo. En 1561, tras el asesinato de extranjeros en Hirado (en la zona de influencia del clan Matsura), los portugueses comenzaron a buscar otros puertos donde pudieran comerciar.
En respuesta a su búsqueda, Sumitada les ofreció refugio seguro en su dominio, en Yokoseura. Esto causó una gran impresión en los portugueses, y en particular en la Compañía de Jesús (los jesuitas). Ellos aceptaron de inmediato y poco después, en 1563, Sumitada y sus seguidores se convirtieron al cristianismo, y Sumitada tomó el nombre bautismal de Bartolomeu.

Sello de la Compañía de Jesús

Después de su conversión, Sumitada, bajo la influencia de los jesuitas, ordenó la destrucción de templos budistas y santuarios sintoístas. Los súbditos de Sumitada fueron obligados a convertirse o ser exiliados del dominio. El jesuita Gaspar Coelho ayudó a liderar la destrucción de templos y la persecución de los no cristianos. Las destrucciones y persecuciones se llevaron a cabo debido al celo religioso de Sumitada y a la insistencia de los jesuitas en que la destrucción de los templos y santuarios sería la forma más adecuada de compensarlos, ya que los portugueses ayudaron a protegerlo a él y a su dominio. Los jesuitas también creían que la implantación firme del cristianismo requeriría la eliminación institucional e iconográfica de las religiones locales.
Es probable que Sumitada se dedicara al cristianismo para sacar provecho de la tecnología y las armas portuguesas, ya que el período Sengoku fue un período de fragmentación política e incertidumbre. Sin embargo, después de su bautismo, Sumitada expresó más interés y devoción genuina a su nueva fe.
Para ilustrar la devoción de Sumitada al cristianismo, el padre jesuita portugués Luís Fróis escribió una vez:

"Cuando Omura Sumitada se fue a la guerra, sucedió que en el camino se encontró con un ídolo, llamado Marishiten, que es su dios de las batallas. Cuando pasan junto a él, se inclinan y le rinden reverencia, y los paganos que van a caballo se bajan en señal de respeto. Ahora bien, el ídolo tenía encima un gallo. Cuando el daimyo llegó allí con su escuadrón, hizo que sus hombres se detuvieran y les ordenó que tomaran el ídolo y lo quemaran junto con todo el templo; y tomó al gallo y le dio un golpe con la espada, diciéndole: "¡Oh, cuántas veces me has traicionado!" Y después de que todo fue quemado, hizo erigir una cruz muy hermosa en el mismo lugar, y después de que él y sus hombres le rindieron una profunda reverencia, continuaron su camino a las guerras."

## Apertura de Nagasaki

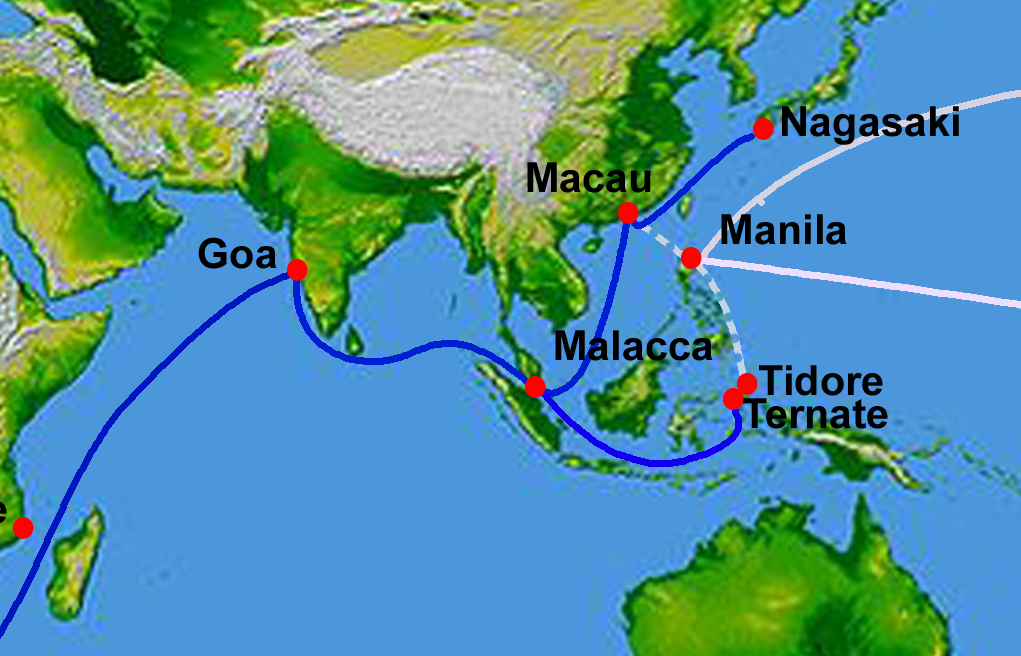
La "Ruta Japonesa" portuguesa.

Comerciantes portugueses desembarcan en Japón.

Goto Takaakira, hijo ilegítimo de Ōmura Sumisaki lideró una revuelta en Yokoseura terminando el comercio extranjero en ese lugar. Como resultado, en 1570 Sumitada abrió el puerto de Nagasaki a los portugueses y patrocinó su desarrollo. El 9 de junio de 1580, Sumitada cedió Nagasaki «a perpetuidad» a los jesuitas.
Después de la campaña de Toyotomi Hideyoshi en contra del clan Shimazu, los Ōmura afianzaron su territorio aunque Nagasaki les fue arrebatado a los jesuitas y se convirtió en un chokkatsu-ryo, o posesión directa bajo la administración Toyotomi.

## Muerte
En marzo de 1587, cuando Toyotomi Hideyoshi pacificó Kyushu, siguió a Hideyoshi y fue relevado de su territorio principal. Sin embargo, Sumitada, que tenía 55 años, ya estaba gravemente enfermo debido a un cáncer de garganta y tuberculosis pulmonar, y su hijo mayor, Kizen, de 19 años, fue a la guerra en su lugar.
Sumitada, que estaba debilitado por la enfermedad, a menudo llamaba a un sacerdote y le pedía que le contara sobre la otra vida, y mientras escuchaba esto, estaba tan satisfecho que derramó lágrimas. Al darse cuenta de su muerte, Sumitada liberó a 200 prisioneros retenidos en su territorio, y el día antes de su muerte, sacó un pájaro de su jaula y lo soltó en el cielo. En ese momento, Sumitada ni siquiera tenía fuerzas para liberar a los pájaros debido a su enfermedad, por lo que le pidió a una sirvienta que lo hiciera por él, pero la sirvienta trató a los pájaros con rudeza, lo que enfureció a Sumitada. Sin embargo, Sumitada creía que estar enojado iba en contra de la voluntad de Dios, por lo que le dio a la doncella un excelente obi y le dijo: "El pajarito fue creado por Deus-sama, así que lo apreciaré". Me encanta". Se dice que dijo: "Me gustaría que lo trataras con respeto". ("Frois Historia de Japón [Documentos requeridos, información detallada específica]").
Murió el 23 de junio de 1587 en su residencia de Sakaguchi. Murió un mes antes de que se emitiera la orden de expulsión.